# Linia kolejowa Neuekrug-Hahausen – Goslar
Linia kolejowa Neuekrug-Hahausen – Goslar – ważna dwutorowa i niezelektryfikowana linia kolejowa w kraju związkowym Dolna Saksonia, w Niemczech. Łączy stację Neuekrug-Hahausen z Goslar.